# Warhapur
Warhapur là một thị xã và là một nagar panchayat của quận Bijnor thuộc bang Uttar Pradesh, Ấn Độ.

## Nhân khẩu
Theo điều tra dân số năm 2001 của Ấn Độ, Warhapur có dân số 20.863 người. Phái nam chiếm 52% tổng số dân và phái nữ chiếm 48%. Warhapur có tỷ lệ 38% biết đọc biết viết, thấp hơn tỷ lệ trung bình toàn quốc là 59,5%: tỷ lệ cho phái nam là 44%, và tỷ lệ cho phái nữ là 31%. Tại Warhapur, 21% dân số nhỏ hơn 6 tuổi.